# Maurício Rodorigues Alves Domingues
Maurício Rodorigues Alves Domingues (nacido el 3 de julio de 1978) es un exfutbolista brasileño que se desempeñaba como centrocampista.
Jugó para clubes como el Corinthians, Cruzeiro, Mirassol, Clube Atlético Juventus, Kashiwa Reysol, Goiás, Vitória, Portuguesa y Náutico.

## Trayectoria

### Clubes
| Club           | País   | Año         |
| -------------- | ------ | ----------- |
| Corinthians    | Brasil | 1995 - 1996 |
| Cruzeiro       | Brasil | 1997 - 1998 |
| Mirassol       | Brasil | 1999 - 2000 |
| Juventus       | Brasil | 2000        |
| Kashiwa Reysol | Japón  | 2000        |
| Goiás          | Brasil | 2001 - 2002 |
| Vitória        | Brasil | 2002 - 2004 |
| Portuguesa     | Brasil | 2005        |
| Vitória        | Brasil | 2006        |
| Náutico        | Brasil | 2006        |